# Assassinat a Le Mans

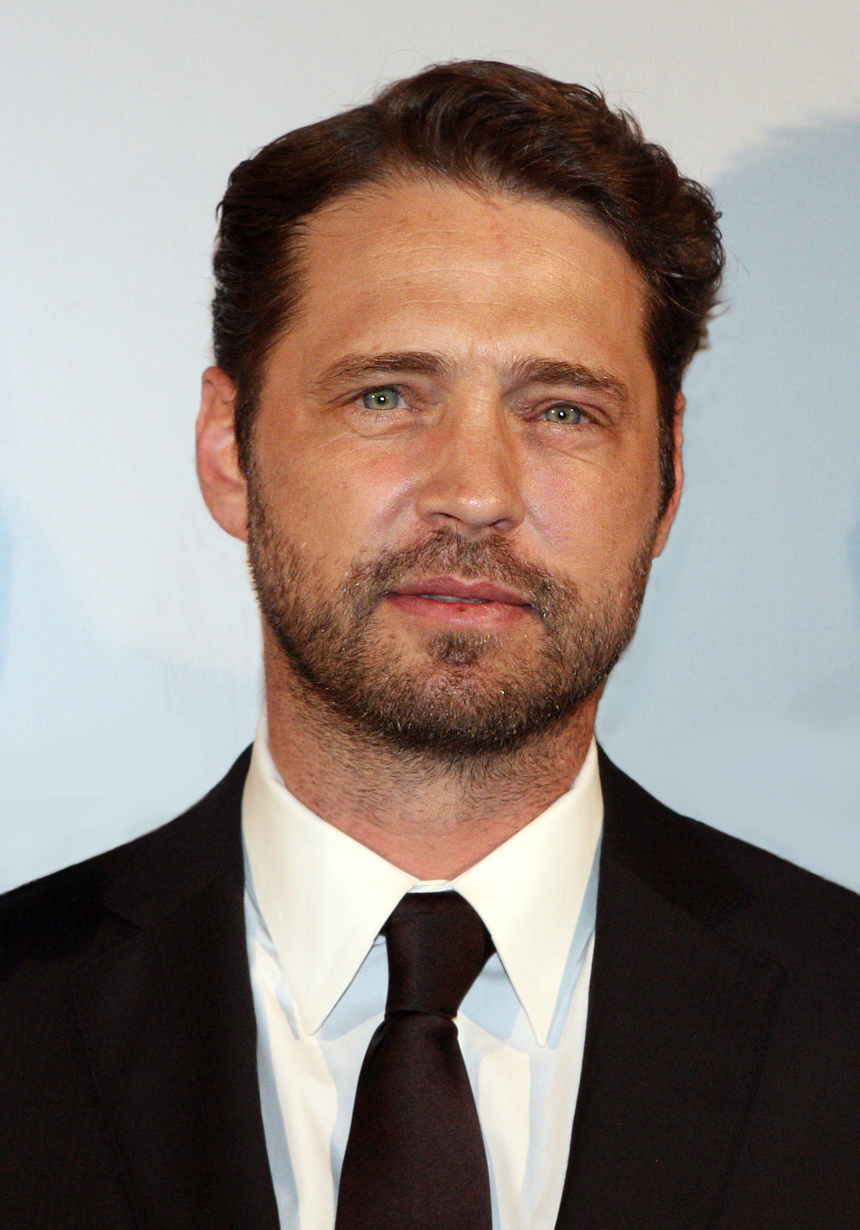
Jason Priestley.

Assassinat a Le Mans (títol original en francès, Mort sur la piste) és un telefilm francobelga dirigit per Philippe Dajoux a partir d'un guió de Matthieu Savignac i Didier Neyrac. Es va emetre per primera vegada a Bèlgica el 7 de setembre de 2023 a la cadena belga La Une i el 4 de novembre de 2023, a France 2. S'ha doblat al català per TV3.
Aquesta ficció és una coproducció de Neyrac Films, France Télévisions, Be-FILMS i l'RTBF, produïda amb la participació de Radio télévision suisse i TV5 Monde, així com amb el suport de la regió de País del Loira i de l'Automobile Club de l'Ouest.
El rodatge va tenir lloc del 12 d'abril al 12 de maig de 2023 a Le Mans, concretament al circuit automobilístic i als voltants.